# Lecidea verruca
Lecidea verruca är en lavart som beskrevs av Josef Poelt. Lecidea verruca ingår i släktet Lecidea, och familjen Lecideaceae. Enligt den finländska rödlistan är arten otillräckligt studerad i Finland. Arten är reproducerande i Sverige. Artens livsmiljö är fjällklippor, block- och stenmarker.